# Волф Хофман
Волф Хофман (на немски:Wolf Hoffmann) (роден на 10 декември 1959 г. в Майнц ) е немски музикант и фотограф. Той спечели световна слава като китарист на хевиметъл групата Акцепт.
Хофман израства във Вупертал, баща му е професор по химия, а майка му е домакиня. Учи в староезична гимназия.  След като завършва гимназия, той решава да продължи кариерата си като музикант с метъл групата Accept, в която е член от 1976 г.
През 1997 г. издава самостоятелен албум Classical с рок версии на класически парчета, който е продуциран от Майкъл Вагенер в Нашвил.  Преди това той е изразявал симпатиите си към класическите композитори в пиеси Accept: например, той е включил части от пиесата на Лудвиг ван Бетховен „Für Elise“ в китарното си соло в песента „Metal Heart“.
Той също така се появява в соловия албум на певеца на Скид Роу Себастиан Бах Bring 'Em Bach Alive! с и 2000 г. в японския трибют албум на Ранди Роудс Randy Rhoads Tribute със Себастиан Бах в песента I Don't Know и с Джо Лин Търнър в песента Diary of a Madman. Хофман също участва в Peace Breaker на Скю Шишкин.
Хофман, страстен фотограф, превъръща хобито си в кариера. Той заснема снимката на корицата за албума Accept Objection Overruled. След творческата пауза на Accept от 1997 до 2009/10, Хофман работи като професионален фотограф. Той живее в Нашвил, Тенеси, САЩ.
Волф Хофман е женен за Габи Хофман (по рождение Хауке), мениджър на Accept до септември 2020 г. Габи Хофман е участвала в текстовете на няколко албума на Accept под псевдонима Deaffy.
От септември 2020 г. Antje Lange, бивш управляващ директор на Nuclear Blast, поема управлението на Accept.

## Соло албуми
- Classical (1997)
- Headbangers Symphony (2016)

## С Акцепт
- Accept (1979)
- I'm a Rebel (1980)
- Breaker (1981)
- Restless and Wild (1982)
- Balls to the Wall (1983)
- Metal Heart (1985)
- Russian Roulette (1986)
- Eat the Heat (1989)
- Objection Overruled (1993)
- Death Row (1994)
- Predator (1996)
- Blood of the Nations (2010)
- Stalingrad (2012)
- Blind Rage (2014)
- The Rise of Chaos (2017)
- Too Mean to Die (2021)

## Със Себастиан Бах
Bring ’Em Bach Alive! (1999)

## С Аутреге
Who We Are (1997)

## С Венгънс
Back in the Ring (2006)